# Acanthonitis oberthuri
Acanthonitis oberthuri är en skalbaggsart som beskrevs av Emile Janssens 1937. Acanthonitis oberthuri ingår i släktet Acanthonitis och familjen bladhorningar. Inga underarter finns listade i Catalogue of Life.